# Cabo Vidio
Cabo Vidio är en udde i Spanien.   Den ligger i regionen Asturien, i den norra delen av landet, 400 km nordväst om huvudstaden Madrid.
Terrängen inåt land är kuperad söderut, men österut är den platt. Havet är nära Cabo Vidio norrut. Runt Cabo Vidio är det ganska tätbefolkat, med 58 invånare per kvadratkilometer. Närmaste större samhälle är Cudillero, 8,8 km öster om Cabo Vidio. 